# 馬來西亞第二家園計劃
馬來西亞第二家園計劃（The Malaysia My Second Home program， 通常縮寫為"MM2H")， 是馬來西亞政府頒佈的一個國際居留計劃，允許外國人以長達十年居留簽證居住在馬來西亞。
該計劃規定申請人必須符合指定的財務與醫療標準。成功的申請者有權在基本上不受限制的進出該國，並受益於其他激勵措施，以便利其在馬來西亞的逗留，但同時，他們或受某些限制。
馬來西亞駐香港總領事館表示，将从2020年7月1日到2020年7月7日暫停MM2H全球申請一星期。
馬來西亞政府于2020年7月2日宣布，已暫時停止負責處理申請的MM2H中心運作，並正重新審視有關計劃直至另行通知為止。

## 資格
該計劃向馬來西亞所承认的國家或地區的公民所開放，不論種族、宗教、性別、或年齡 。申請人可以攜帶他們的配偶與21歲以下的未婚子女，及60歲或以上父母，迄今已有超過兩萬三千人獲准參加MM2H簽證。

## 申请程序
申请可以通过以下任何渠道。

### 授权赞助公司
申请可以通过一些马来西亚私人公司，或称“赞助商”，给外国人提供申请程序和后续服务。虽然所收取的费用和提供的服务，可能因赞助商而大不相同。只有获得马来西亚旅游与文化部授权的授权公司才能为MM2H参与者提供此类服务。 

### 个人申请
从2009年1月起，马来西亚政府将允许个人申请。 申请人不再需要使用代理或任何第三方。
希望居住在西马的人士可以在吉隆坡的MM2H一站式中心遞交申請書。如果申请人希望居住在沙巴州或砂拉越州，则申请需要送交上述任一州的相应移民局或MM2H一站式中心。

### 文档语言
所有文件須使用英语提出。所需文件在英语版的政府网站上列出：www.mm2h.gov.my
申请人可以自己申请（即直接申请），或指定代理人。